# 咖啡：傾城之愛
咖啡：傾城之愛（： Gabi），是2012年上映的韓國電影，由張允炫（장윤현）執導，金素妍、 朱鎮模與朴喜洵主演。內容改編自小說〈俄羅斯咖啡〉。

## 劇情
1896年朝鮮王朝大亂，高宗皇帝（朴喜洵 飾）因此避逃至俄羅斯公使館，即史上著名的「俄館播遷」事件，並初次享用到咖啡的美味。 
日本和俄羅斯為了爭奪在朝鮮的控制權，把高宗當成暗殺目標，參與者包括咖啡師丹伊（金素妍 飾）和神射手伊利希（朱鎮模 飾）。這場伴隨著咖啡延伸出來的陰謀，將如何落幕？

## 外部連結
- 咖啡：傾城之愛官方網站 
- 咖啡：傾城之愛的Facebook專頁 
- 咖啡：傾城之愛的Naver博客（页面存档备份，存于）
- 韩国电影数据库（KMDb）上《咖啡：傾城之愛》的資料
- 互联网电影数据库（IMDb）上《咖啡：傾城之愛》的资料（英文）
- 《咖啡：傾城之愛》在HanCinema的页面（英文）